# Robert Ben Rhoades
Pour les articles homonymes, voir Rhoades.
Robert Benjamin Rhoades, dit "The Truck Stop Killer", né le 22 novembre 1945 à Council Bluffs, est un tueur en série américain.

## Biographie
De 1975 à 1990, il est soupçonné d'avoir torturé, violé et tué plus de cinquante femmes, bien qu'il ait seulement été condamné pour trois de ses victimes.
Il est surtout connu pour avoir transformé son camion en chambre de torture (en) et avoir pris une photo de sa dernière victime connue, Regina Kay Walters, quelques instants avant de la tuer dans une grange abandonnée de l'Illinois.
Il fut arrêté pour la dernière fois sur l’Interstate 8 à Casa Grande en Arizona par un policier qui venait de constater que le camion de Rhoades était en panne.  À l’Intérieur, s’y trouvait une femme enchaînée. 
Il est emprisonné à perpétuité à "Menard Correctional Center" dans le Comté de Randolph (Illinois).

## Autres médias
- La Proie (film, 2021) (Midnight in the Switchgrass)